# 阪神5261形電車
阪神5261形電車（はんしん5261がたでんしゃ）とは、かつて阪神電気鉄道が所有していた各駅停車用の通勤形電車である。経済設計車として1967年から1968年にかけて製造された10両と、1970年に普通系車両初の冷房車として製造された4両の計14両で構成されていた。

## 概要
神戸高速鉄道の開通と直通運転開始を控えた1967年11月12日、阪神の新設軌道各線（本線・西大阪線・武庫川線等）の架線電圧は直流600Vから直流1,500Vに昇圧された。このころになると普通運用も朝ラッシュ時の4両編成運行が検討されていた。
昇圧後も増結運用中心の5151形以外にも5001・5101・5201の各形式は増結編成、基本編成に使えるよう単車走行が可能となっていたが、これらの形式の一部と昇圧後は2両固定編成となった5231形で基本編成をまかなうには数が不足していた。このため、基本編成用の2両編成を投入することとなり、昇圧後初の新車として5261形が製造されることとなった。
5261形は阪神初の1,500V専用車であり、制御装置1台で8個の主電動機を制御する1C8M制御を採用した2両固定編成となった。奇数車が大阪側の、偶数車が神戸側の先頭車である。
また、本形式と、1968年から1969年にかけて本形式をベースとして単車走行可能とした5311形の2形式は、製造時期や車体形状などからジェットカー第2世代と呼ばれることもある。

## 仕様

### 初期車
初期の5編成10両は、1967年11月に登場した5261 - 5262, 5263 - 5264の2両×2本を皮切りに、神戸高速鉄道開業後の1968年5月に登場した5269 - 5270まで、2両×5本が武庫川車両工業で製造された。
車体は7801・7901形1次車を踏襲し、裾部にRのない切妻スタイルとなっている。前面は切妻に貫通幌付の貫通扉を備えた3枚窓で、端部には雨樋が露出していた。客用扉は普通系車両共通の幅1,400mmの両開きドアを装備した。側面窓配置はd1D3D3D2（d：乗務員扉、D：客用扉）である。
パンタグラフは偶数車の連結面に1基搭載され、屋根上には従来の箱形通風器に変えてグローブ形通風器を搭載していた。また、屋根のRが300mmと小さく、幕板の幅も広いことから、他形式と併結されると高さに差異が出るため、凹凸がよく目立った。
台車は5231形と同様に住友金属工業FS-343を装着し、駆動装置も中空軸平行カルダンが採用された。歯車比も74:13で変更はなく、主電動機は5231形と同じ出力75kWの東洋電機製造製のTDK-814Bを各車4基搭載するが、制御器は1C8M対応の東芝製MM-27Aを偶数車に搭載した。
5269 - 5270の編成では、電子部品を多用した完全無接点式の制御装置を採用した。この装置は東芝と共同開発した東芝ME2-Aで、5270に搭載した。この制御器は他系列との併結に備えて、他車のMM-27Aと制御回路の動作が共通になるよう設計されていた。
起動加速度および減速度も、試作車以来の起動加速度4.5km/h/s、減速度5.0km/h/sを維持している。

### 新製冷房車

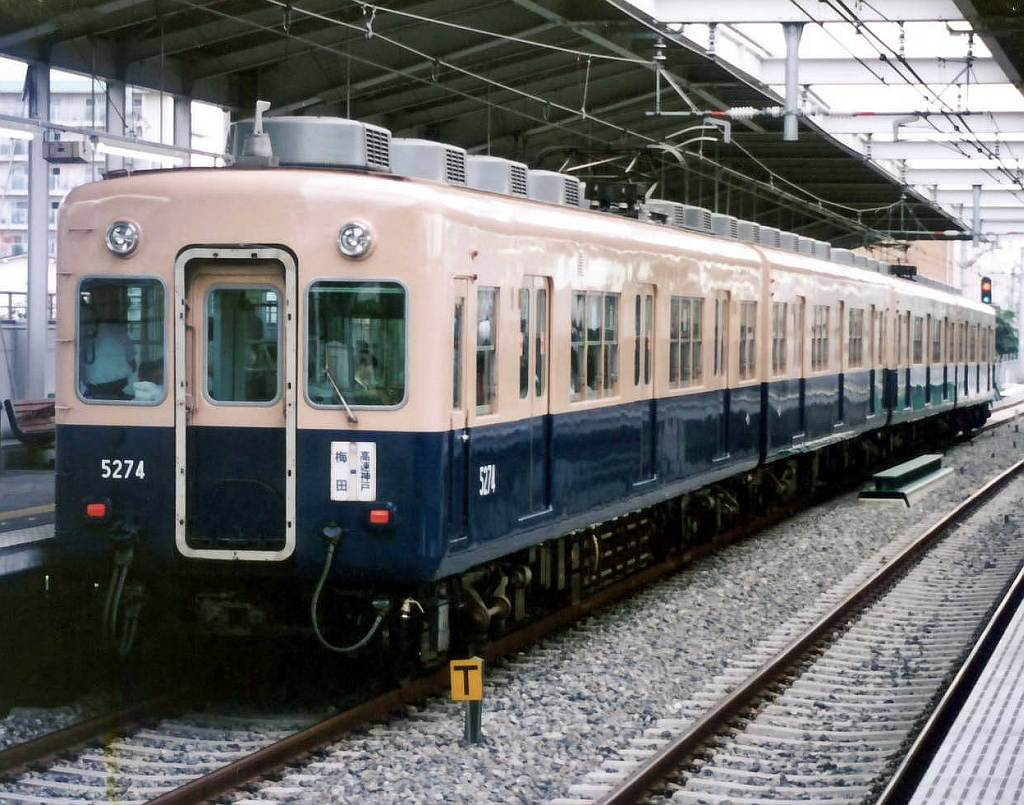
5261形5271 - 5274 西灘駅にて

1970年、阪神初の冷房車として急行系車両の7001形と7801形3次車 (7840 - ) が登場したが、同年には普通系車両で初の冷房車として5261形5271 - 5274の2編成4両が製造された。このグループは5261形の2次車であるとともに、通称「5271形」と呼ばれることもあった。
冷房装置は分散式MAU-13Hを採用、奇数車は7個、偶数車はパンタグラフ搭載のため6個搭載となった。パンタグラフも下枠交差式に変更された。車体は7001形および7801形3次車 (7840 - ) と同型で、車体裾に丸みが入り、前面も雨樋が内蔵され、貫通幌も収納式となった。制御器は5269 - 5270が搭載していたME2-Aの改良版のME4-Aを搭載した。
この4両は冷房車として独立した運用が組まれ、早朝・深夜は2両、朝ラッシュ時から夕ラッシュ時までは4両編成で運行されていた。
阪神の車両冷房化は急行系車両の冷房改造を優先したため、普通系車両としては1977年の5261形1次車の冷房改造、同年の5001形（2代）の登場までの7年間はこの4両が唯一の冷房車であった。このため、乗客からの運行状況の問い合わせや、この車両の運行に合わせて乗客が集中する現象が続いた。

## 変遷

### 登場と普通4両編成化
本形式は先に登場していた5231形や5201形5201 - 5202編成（ジェットシルバー）などとともに2両の基本編成の主力車として運用された。
当時の運用は早朝2両で出庫した基本編成に尼崎ないしは御影のいずれかの駅で2両増結するか、あるいは車庫内で4両編成を組成して出庫して、朝ラッシュ時は4両編成で運行、朝ラッシュ終了後に尼崎、御影両駅で1両解放（御影開放分は御影 - 石屋川間を回送で運行。これは石屋川駅の線路配線上同駅での開放が不能であることによるもの）して3両編成で夕方ラッシュ時終了まで運行、その後再び尼崎、御影両駅で1両解放して基本編成のみの2両で夜間運行するという、きめの細かい運用を行っていた。1979年6月18日には朝ラッシュ終了後の解放が廃止され、1987年12月13日には夜間の解放も廃止され、また相前後して西大阪線でも4両編成での運用となったことで、その後は廃車まで常時4両編成で運用されていた。
増結車には単車走行可能な5001形（初代）や5101・5201形、5151形が充当されたほか、 1969年2月までに5311形も加わり、基本編成2両×18本、増結車36両の72両で、阪神本線の普通運用と2両運行の西大阪線の線内運用に従事していた。

### 初期車の冷房化改造
1975年の急行系車両の冷房化完了に続き、1977年には普通系車両で最初の冷房化改造を5261形の1次車で実施した。
改造内容は冷房装置を2次車と同様に、MAU-13Hを奇数車7個、偶数車6個搭載した。パンタグラフを冷房機器搭載のために下枠交差式に変更した。同時に、制御器を同年登場した5001形（2代）と同じ抑速制動付の東芝PE-30-2Aに換装した。2次車も同年秋にPE-30-2Aに換装されたことで、1系列内で3種類に分かれていた制御器を1種類に統一した。また、1978年までに列車無線を誘導無線 (IR) からVHFに変更している。
1次車の冷房改造によって、普通系車両の冷房化率は1976年までの4%から、1977年には5001形（2代）4両の新造と合わせて、一挙に前年の約5倍の19%に上昇した。運用も冷房車運用に代わったことで、早朝・深夜は2両、朝ラッシュ時から夕ラッシュ時までは4両編成で運行されるようになった。その後も冷房車の増備は続き、1980年から1981年にかけて5151形と5311形の冷房改造が実施され、1981年から1983年にかけては新製の5131・5331形も加わって冷房化率100%を達成した。

### 普通運用終日4両化前後
ジェットカー各形式は分割併合を繰り返して普通運用に充当されていたが、1987年12月ダイヤ改正時に普通運用の終日4両化を実施、これによってジェットカー各形式は基本的に同一形式で4両編成を組むことになった。5261形は14両であったことから、1次車、2次車で4両編成×3本を組成すると、1次車が2両余剰となる。そこで余った5269 - 5270は、2両しかない5151形と4両編成を組むこととなった。1988年以降5001形（2代）、5131・5331形に実施された4両固定化改造は1次車、2次車とも実施されることはなく、原型に近い状態で運行されていた。
1990年、2次車が期間限定でジャズ・クラブの「大阪ブルーノート」（現：ビルボードライブ大阪）の広告塗装車となり、コバルトブルー一色に白いロゴマークが貼付された。この特別塗装も翌1991年で終了し、元の塗色に戻された。その後1次車は併結相手の5151形ともども当時設計が始まった普通系新車(5500系)への置き換え対象となり、新車投入時には廃車されることが予定されていた。

### 阪神・淡路大震災
1995年1月17日に発生した兵庫県南部地震（阪神・淡路大震災）で、1次車は全車被災した。被災箇所とその後の経過は以下のとおり。
- 5261 - 5262 + 5263 - 5264は青木駅西側で脱線。
- 5265 - 5266 + 5267 - 5268は新在家駅 - 大石駅間を走行中に高架橋の崩壊で脱線。
- 5269 - 5270 ( + 5151 - 5152) は三宮駅3番線留置中に脱線。

5261 - 5264の編成は、1月26日の甲子園駅 - 青木駅間開業前に脱線した車両を再度線路上に戻し、尼崎車庫へ収容、修理ののち3月1日に復旧した。
5265 - 5268の編成は、車体の損傷が大きいことや、高架下に人が残っている可能性があることから撤去が急がれ、廃車を前提に最優先で搬出された。被災地点から尼崎港仮置き場に搬出されたのち、1月25日付で4両とも廃車となった。阪神の震災廃車第1号であった。
5269 - 5152の編成は、三宮駅 - 西灘駅間開通前後に地上区間へ搬出後、大阪市西淀川区の臨時の被災車留置場へ搬送、ペアを組んでいた5151形は3月31日付で廃車となったが、5269 - 5270は修理ののち6月5日に復旧した。
2次車は地震の発生当時西宮駅付近を走行していたが、被災を免れた。また、復旧後の5269 - 5270は、5331形5335編成被災に伴う編成替えによって併結相手を失った5131形5143 - 5144とペアを組んだ。こうして、本形式を中心に普通系車両から8両の廃車が出たことから、当時計画中で図面まで完成していた5500系の製造を前倒しで実施、被災廃車の不足分を埋めた。しかし、残った1次車は5500系への早期置き換えが困難になったことから、当分の間廃車を延期して使用されることとなった。

### 終焉まで

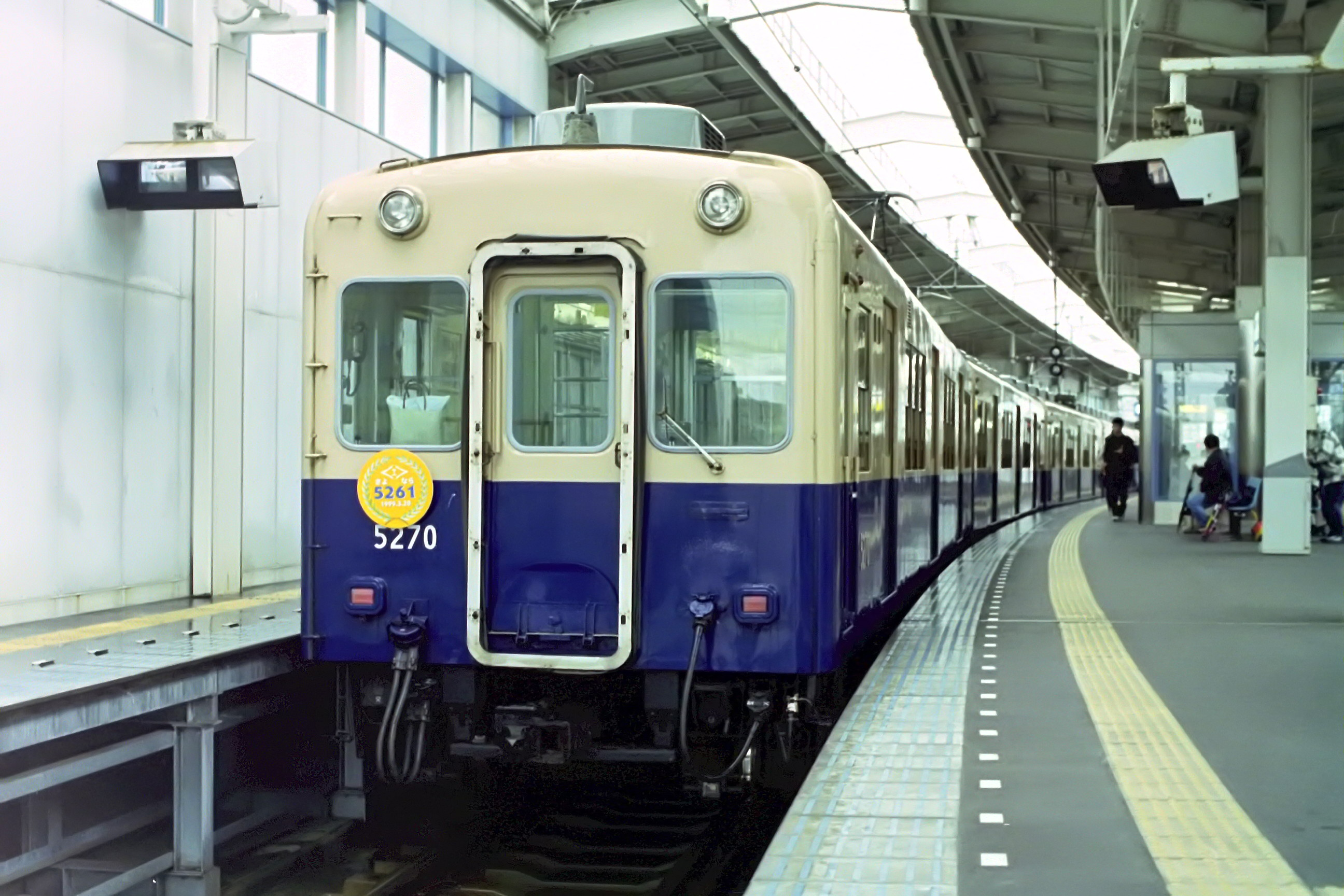
5261形さよなら運転（1999年3月20日）

その後1997年から1998年にかけて5500系は5505F, 5507F, 5509Fの4連×3本が増備されるが、普通系車両の所要本数増により5261形の置き換えは発生しなかった。しかし1998年4月から1999年1月にかけて5500系5511F, 5513F, 5515Fが増備されたことにより、1次車6両は5311形5311 - 5312, 7801形2次車7835 - 7935 + 7936 - 7836とともに置き換え対象となった。
1999年3月20日、ジェットカー初の6両編成（大阪側から5261-5262+5263-5264+5269-5270）を組んでさよなら運転を実施、全車ともさよなら運転翌日の3月21日付で廃車された。
残った2次車の5271 - 5274の4両も、2000年2月の5500系5517Fの登場による置き換え対象となり、同年3月24日に運用を終了した。2000年3月27日付で4両とも廃車、5261形は形式消滅した。
なお、PE30-2A制御器を始めとする一部の部品が京福電気鉄道モハ5001形の新製に際して流用されている。